# Auto Union 1000 Sp
Auto Union 1000 Sp — в 1958 году фирма DKW предложила под маркой Auto Union этот спортивный автомобиль, оснащенный двухтактным 3-цилиндровым двигателем рабочим объемом 981 см³ и мощностью 55 л. с. С 1958 по 1965 год выпущено 1640 кабриолетов и 5000 купе. В 1959 году была построена серия в 50 единиц с двигателем V6. Плавниковый стиль модели 1000 Sp вдохновлён дизайном Ford Thunderbird 1957 года — задние плавники и круглые задние фонари.

## Галерея

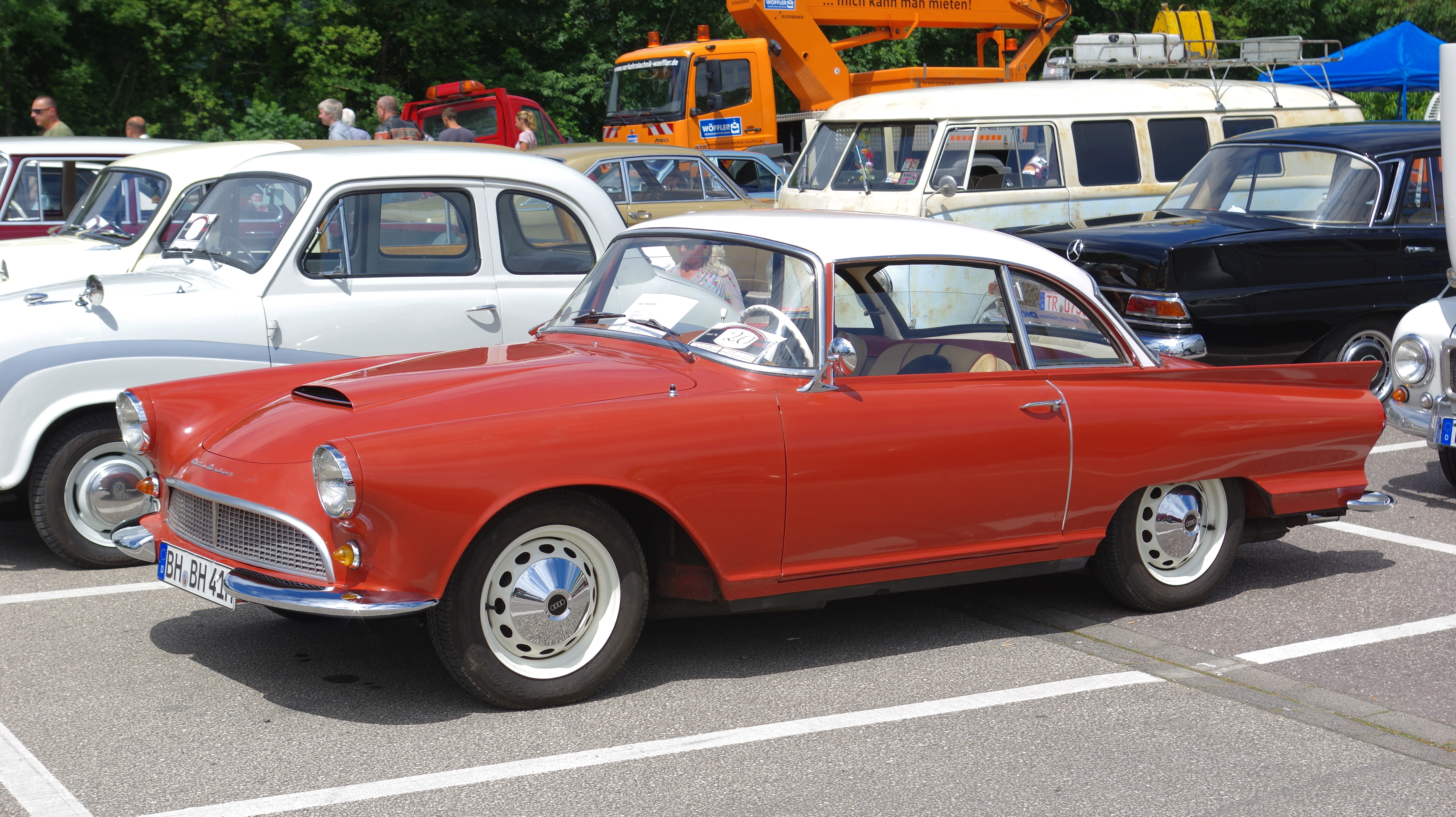
Купе
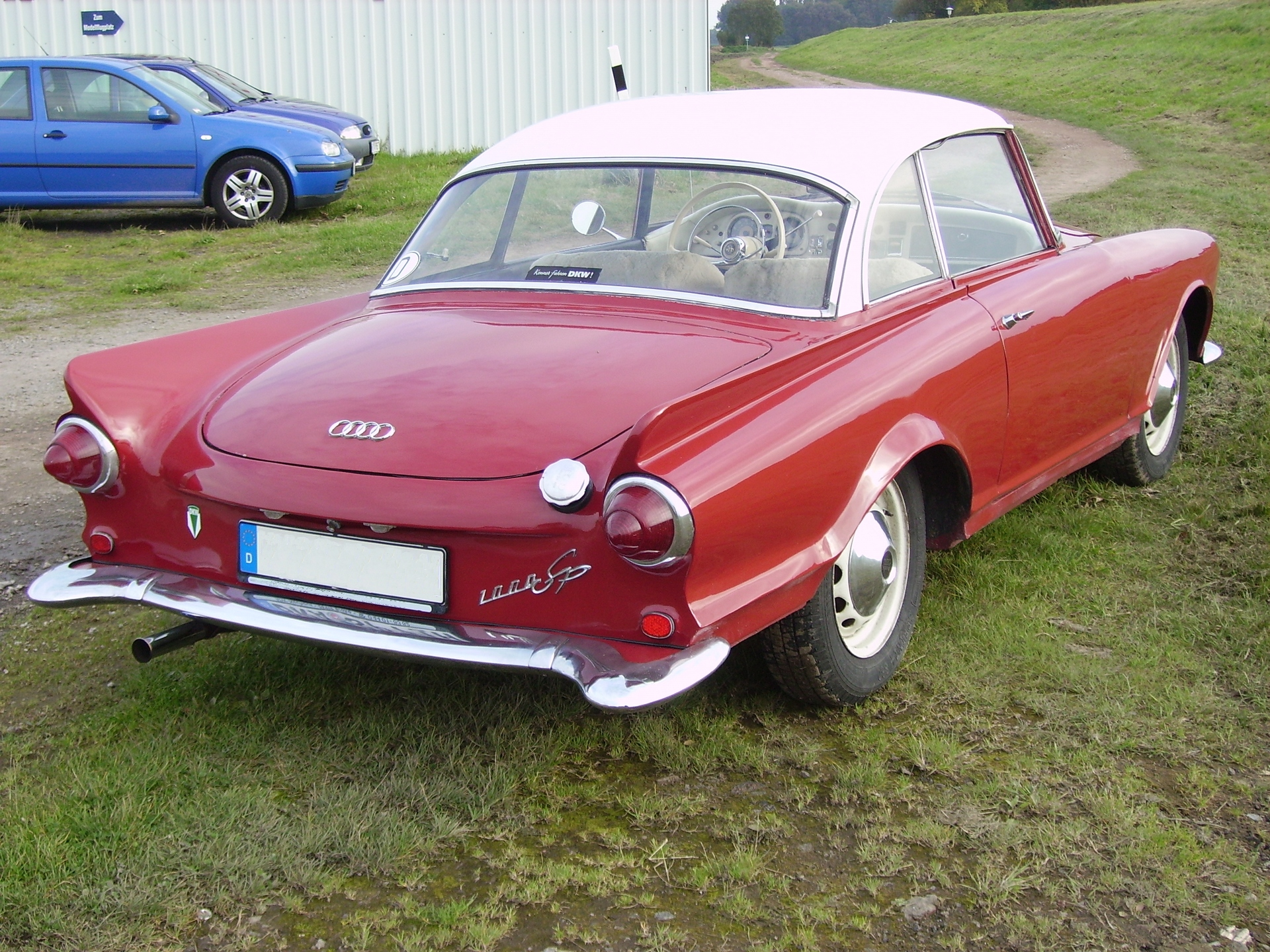
Купе
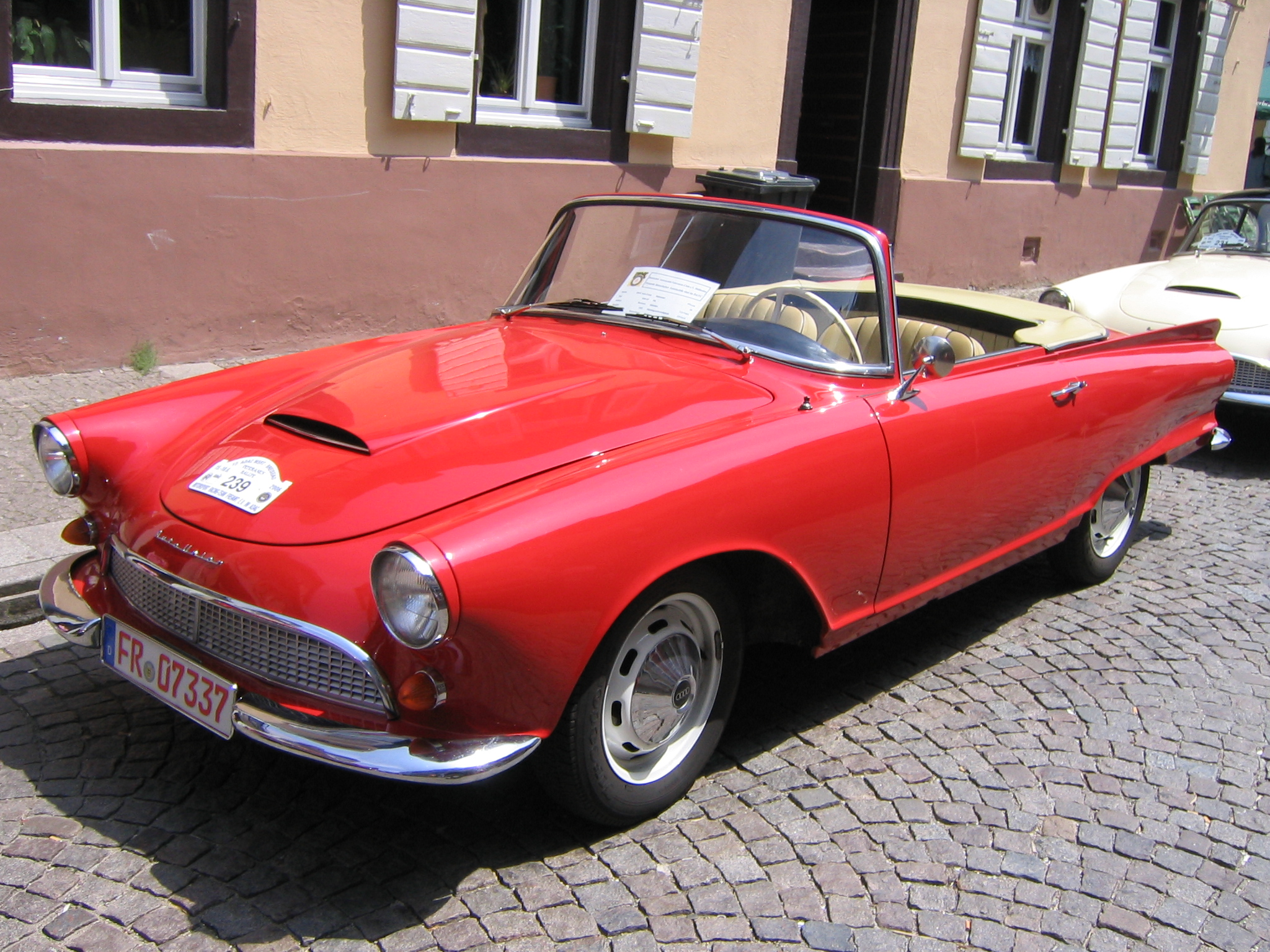
Родстер
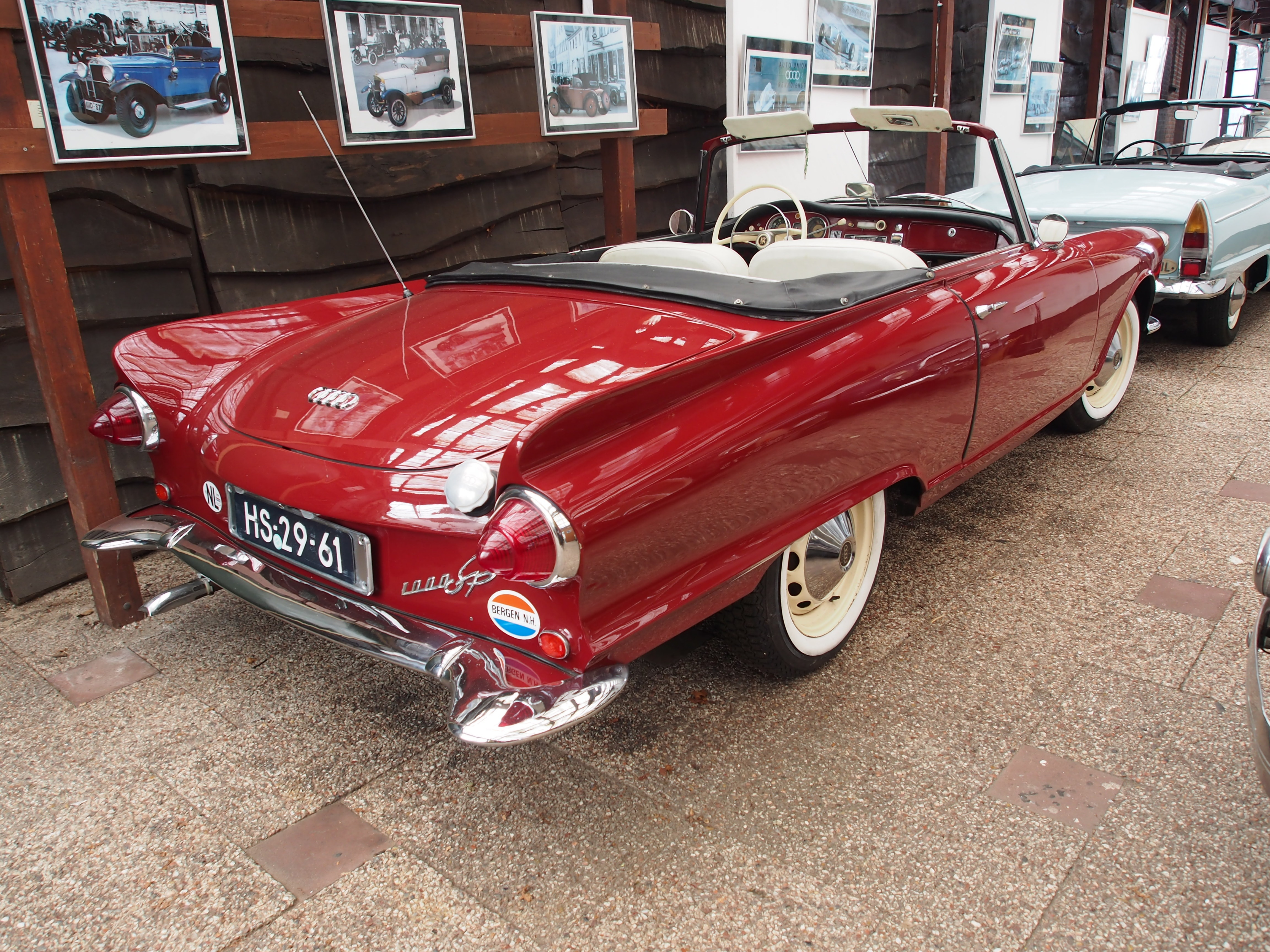
Родстер

## Технические характеристики
| Модель                 | 1000 Sp Coupé             | 1000 Sp Roadster          |
| ---------------------- | ------------------------- | ------------------------- |
| Годы производства      | 1958 — 1965               | 1961 — 1965               |
| выпущено единиц        | 5.004                     | 1.640                     |
| Число цилиндров        | рядный трехцилиндровый    | рядный трехцилиндровый    |
| объем двигателя (см³)  | 981                       | 981                       |
| Мощность двигателя     | 55 л. с. / 4500 об. мин   | 55 л. с. / 4500 об. мин   |
| Крутящий момент        | 93.2 Нм/ при 3000 об. мин | 93.2 Нм/ при 3000 об. мин |
| Трансмиссия            | 4-ступ. МКПП              | 4-ступ. МКПП              |
| Привод                 | передний                  | передний                  |
| Разгон до 100 км/ч     | н/д                       | н/д                       |
| Шины                   | 155 x 15                  | 155 x 15                  |
| Масса                  | 950 кг.                   | 950 кг.                   |
| Объем топливного бака  | 51 л.                     | 51 л.                     |
| Максимальная скорость  | 140 км/ч                  | 140 км/ч                  |
| Средний расход топлива | 10.2 л.                   | 10.2 л.                   |